# Топотактичний перехід
Топотактичний перехід (англ. topotactic transition) — перехід, при якому в кристалічну ґратку продукту переходить одна чи більше еквівалентних кристалографічних особливостей, орієнтаційних співвідношень, характерних для кристалічної ґратки родоначальної фази. Наприклад, перехід, при якому положення аніонів не змінюється, а положення катіонів зазнає реорганізації
β-Li2ZnSiO4 → γ-Li2ZnSiO4